# テキサスの七人
『テキサスの七人』（Journey to Shiloh）は1968年のアメリカ合衆国の映画。ベトナム戦争の抱える問題を南北戦争時代が舞台の西部劇として風刺した作品。ジェームズ・カーン、マイケル・サラザン、ブレンダ・スコットが主演した。1960年に出版されたヘック・アレンの同名小説を基にしている。

## キャスト
※括弧内は日本語吹替（初回放送1973年7月29日『サンデー洋画劇場』）
- バック・バーネット：ジェームズ・カーン（田中信夫）
- ミラー・ナルズ：マイケル・サラザン（山田康雄）
- ガブリエル・デュプレイ：ブレンダ・スコット（池田昌子）
- トド・マクリーン：ドン・ストラウド（矢田耕司）
- J・C・サットン：ポール・ピーターセン（朝倉宏二）
- ユービー・ベル：マイケル・バーンズ（城山知馨夫）
- リトル・ビットラケット：ジャン＝マイケル・ヴィンセント（西川幾雄）
- ウィリー・ビル・ベアデン：ハリソン・フォード（田中亮一）
- ゲン・ブラクストン・ブラッグ：ジョン・ドーセット

## スタッフ
- 監督：ウィリアム・ヘイル
- 製作：ハワード・クリスティ
- 原作：ヘック・アレン
- 脚本：ジーン・クーン
- 撮影：エンツォ・A・マルチネリ
- 編集：エドワード・W・ウィリアムズ
- 音楽：デヴィッド・ゲイツ